# 林邊溪
林邊溪，舊稱林仔邊溪，是臺灣的一條溪，全溪均於屏東縣境內，長42公里。
流域面積336.30平方公里，發源於南大武山西南麓，主流依序流經泰武鄉、來義鄉、新埤鄉、佳冬鄉、林邊鄉，在林邊鄉和佳冬鄉交界流入台灣海峽。主要支流為力力溪。

## 歷史與文化
林邊溪上游流域分布諸多中部排灣族（Pavuavua亞群）古老部落，自上古時期前便孕育Pavuavua群文明發祥繁衍至今。林邊溪上游流域一帶也是屏東縣八個排灣族鄉鎮中，語言與傳統文化保留較完整的地區。

## 開發與治理
林邊溪於1929年開始治理規劃，1937年設立「林邊溪治水事務所」開始八年的治水計畫，1937年即被日本政府編入主要河川管理，並延續至台灣省水利局時期，但因全溪均位於屏東縣境內，因此1998年6月被降級為縣市管河川。2018年於來義鄉、新埤鄉交界處的林邊溪旁新建具有分洪、治洪及保水功能的大潮州人工湖。

## 八八水災
八八水災發生於2009年8月6日至8月9日，係因中颱莫拉克侵襲台灣伴隨而來的大量雨勢，打破台灣氣象史諸多降雨記錄，造成台灣中南部及東南部嚴重水患，亦為八七水災（1959年）以來最嚴重的水患。
林邊部份由於林邊溪潰堤造成全鄉淹沒，水深平均一公尺，最深更有兩公尺。

## 水系主要河川
以下由下游至源頭列出水系主要河川，其中粗體字為主流河道。
- 林邊溪：屏東縣
  - 力力溪（力里溪）：新埤鄉、枋寮鄉、來義鄉、春日鄉

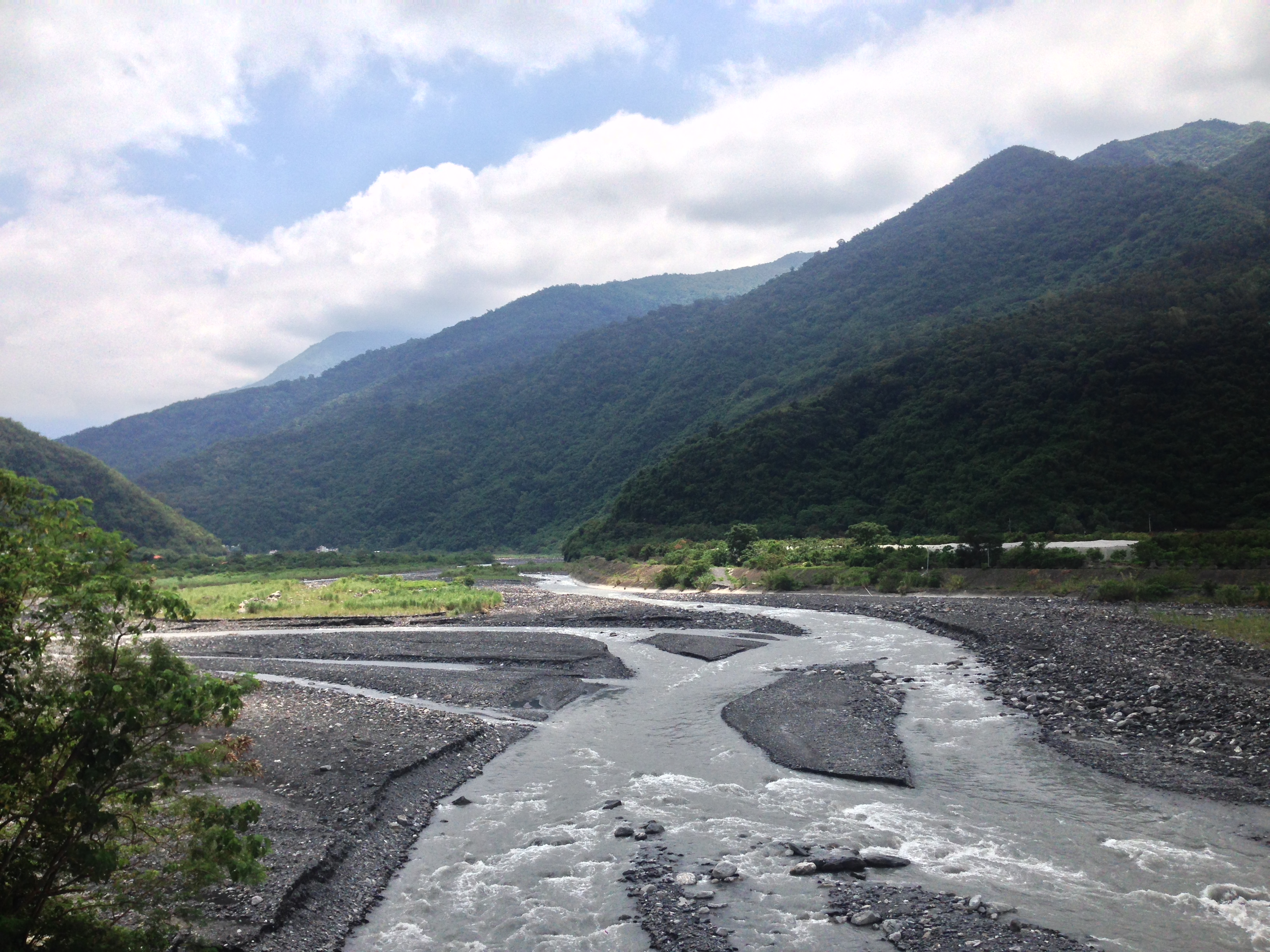
來義鄉林邊溪上游

    - 七佳溪：春日鄉、來義鄉
    - 巴菲利溪：來義鄉
    - 巴拿發灣溪：來義鄉
    - 阿樂岸溪：來義鄉

  - 尖刀尾溪：來義鄉
  - 來社溪：來義鄉
  - 瓦魯斯溪：來義鄉、泰武鄉
    - 大後溪（托阿沃溪）：來義鄉、泰武鄉

## 主要橋樑
以下由河口至源頭列出主流上之主要橋樑：

### 林邊溪河段

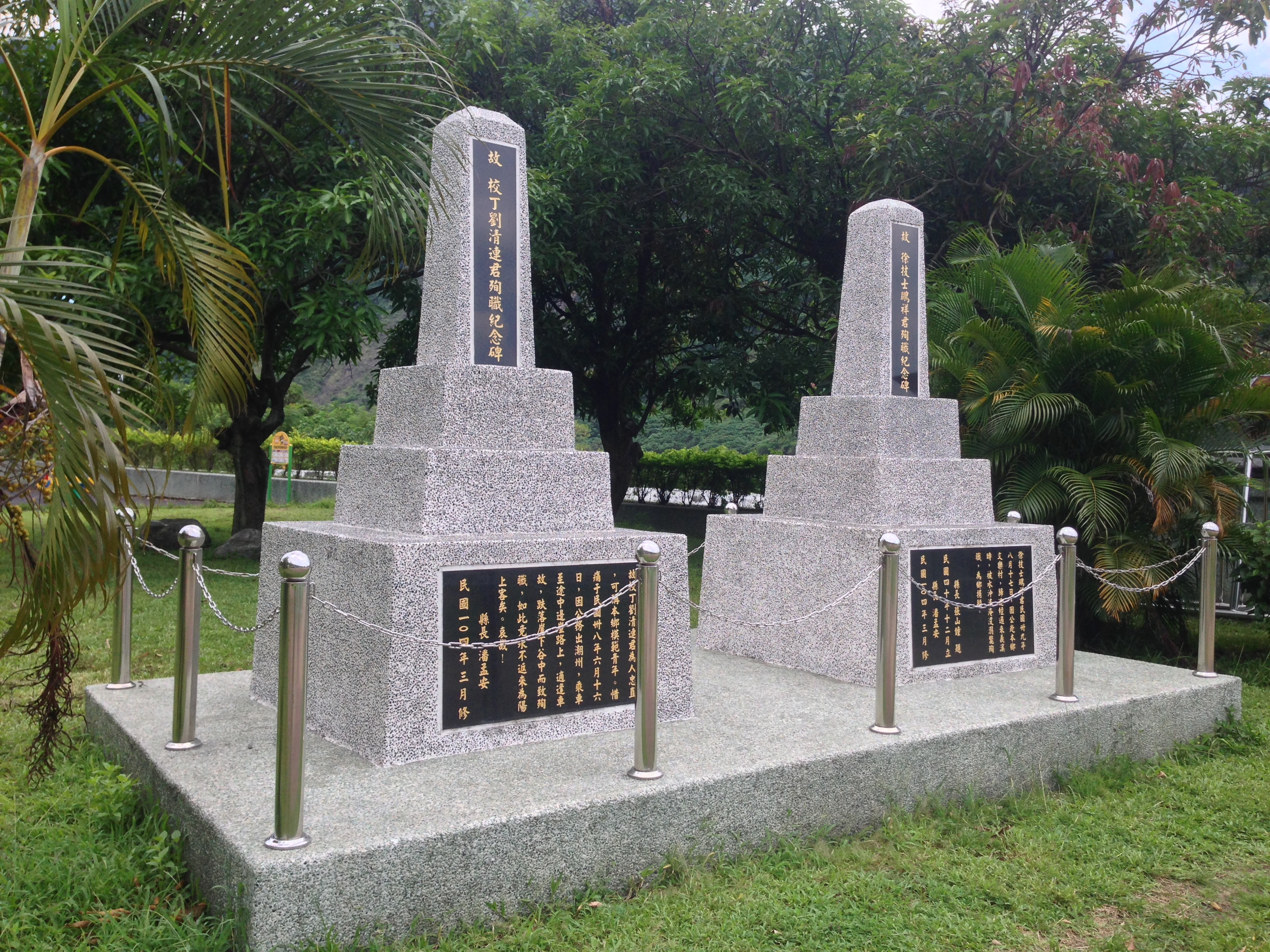
故校丁劉清連君殉職紀念碑與徐技士鵬祥君殉職紀念碑，為在林邊溪罹難。

- 台鐵林邊溪橋（台鐵屏東線）
- 林邊大橋（省道台17線）
- 新埤大橋（省道台1線）
- 箕湖大橋（鄉道屏118線）
- 餉潭大橋（縣道185號）
- 丹林吊橋
- 丹林大橋
- 來義大橋（鄉道屏109線、屏110線共線）

### 瓦魯斯溪河段
- 瓦魯斯溪大橋
- 泰義大橋